# Las crueles
Pour plus de détails, voir Fiche technique et Distribution.
Las crueles, parfois mieux connu sous le titre El cadáver exquisito, est un giallo espagnol réalisé par Vicente Aranda et sorti en 1969.
Il s'agit d'une adaptation de la nouvelle Bailando para Parker écrite par Gonzalo Suárez.
L'intrigue suit un éditeur et père de famille aisé qui commence à recevoir par courrier des morceaux de corps découpés deux ans après le suicide de sa maîtresse. L'un de ces colis sanglants est accompagné d'une lettre de chantage de l'ancienne compagne lesbienne de la défunte, qui cherche à se venger.

## Synopsis
Une jeune fille pose lentement et délibérément sa tête sur un rail d'une voie ferrée à l'approche d'un train. Deux ans plus tard, Carlos, un père de famille aisé et éditeur de romans d'épouvante, reçoit un colis jaune anonyme contenant une main humaine coupée. Il l'enterre dans un parc voisin. Le paquet jaune suivant qu'il reçoit est laissé sans être ouvert sur un banc en ville. Cependant, lorsqu'il arrive chez lui, le paquet l'attend. Celui-ci contient une robe déchirée et la photo d'une jeune fille. Sa belle épouse lui lit un télégramme lui demandant s'il souhaite un avant-bras. Il tente faiblement de mentir sur le contenu en donnant une explication liée au travail à sa femme. Désormais méfiante, la femme de Carlos suit son mari et aperçoit une mystérieuse femme en noir qui le suit également.
Sans un mot, Carlos monte dans la voiture de la mystérieuse femme. Elle le conduit dans sa maison isolée, où elle lui donne du LSD incorporé dans du papier buvard rouge. Soudain, il se retrouve dans un long couloir, attiré par la voix d'une femme qui se lamente sur son amour perdu. Il arrive au bout du couloir et découvre que la voix émane d'un magnétophone. Il trouve le corps d'une femme dans un réfrigérateur, recroquevillé, pâle, mais immaculé. Lorsqu'il se réveille de sa stupeur droguée, l'éditeur est de retour chez lui, le corps couvert d'une substance jaunâtre. Sa femme lui explique qu'elle a reçu un appel de Parker, la femme mystérieuse, et qu'elle est allée le chercher chez elle. Elle ne croit ni à l'explication donnée par son mari ni à celle qu'elle reçoit de Parker sur ce qui s'est passé.
Essayant de mettre les choses au clair avec sa femme, le rédacteur en chef lui raconte comment, il y a deux ans, il a rencontré la jeune femme du réfrigérateur. Elle s'appelait Esther. Dans un flash-back, on voit Esther dans un café en train de tripoter des pilules. Elle semble s'ennuyer, mais elle a envie de flirter avec l'éditeur plus âgé. Peu après, ils deviennent amants. Puis Carlos et Esther, désormais en couple, se promènent près de la mer. Alors qu'elle se dirige vers une falaise, elle dit : « Je mourrais pour que mon amour pour toi dure. Pour que l'indifférence ne le tue pas ».
Calmement, la femme de l'éditeur avoue qu'elle était au courant depuis le début. Elle avait engagé un détective pour espionner son mari. En fait, c'est le détective qui a sauvé Esther lorsqu'elle a posé sa tête sur la voie ferrée. À travers les souvenirs collectifs de l'éditeur, de sa femme et de Parker, la corrosion de l'histoire d'amour est racontée.
Malade et le cœur brisé après avoir été repoussée par l'éditeur, Esther tombe sous le charme d'un médecin intrigant prétendant guérir la leucémie. Alors qu'elle est encore sous son influence, Esther rencontre Parker dans un hôtel à Paris. Amoureux d'elle, Parker a sauvé Esther du guérisseur charlatan. Cependant, Esther ne s'est jamais complètement remise de sa liaison malheureuse avec l'éditeur. Après plusieurs tentatives de suicide, Parker trouve un jour Esther morte, une bouteille vide à la main. Parker a alors l'intention de venger sa compagne décédée. Elle commence à envoyer les macabres paquets jaunes. Le dernier d'entre eux contient la tête coupée d'Esther. L'éditeur appelle alors la police, mais lorsqu'ils arrivent chez Parker pour enquêter, elle est partie avec son chauffeur en direction de Paris. Séduite par Parker, la femme de l'éditeur entre dans la voiture de Parker et s'en va avec elle.

## Fiche technique
- Titre original espagnol : Las crueles ou El cadáver exquisito[2]
- Réalisateur : Vicente Aranda
- Scénario : Vicente Aranda, Antonio Rabinad (es) d'après la nouvelle Bailando para Parker de Gonzalo Suárez[1]
- Photographie : Juan Amorós (es)
- Montage : Maricel Bautista, Bautista Treig
- Musique : Marco Rossi
- Décors : Andrés Vallvé
- Sociétés de production : Films Montana
- Pays de production :  Espagne
- Langue originale : espagnol
- Format : Couleur par Eastmancolor - 1,85:1 - Son mono - 35 mm
- Durée : 108 minutes
- Genre : Giallo
- Dates de sortie :
  - Espagne : 25 août 1969

## Distribution
Le film a une distribution internationale menée par l'actrice française Capucine, l'Argentin Carlos Estrada, la Britannique Judy Matheson et le mannequin et actrice espagnole Teresa Gimpera.
- Capucine (sous le nom de « Lucia Fonte ») : Parker
- Carlos Estrada : l'éditeur
- Teresa Gimpera : femme de l'éditeur
- Judy Matheson : Esther Casino
- José María Blanco : écrivain
- Alicia Tomás (es) : secrétaire
- Luis Ciges : fonctionnaire
- Joaquín Vilar : l'enfant

## Production
Après que ses films précédents aient été accueillis avec indifférence par la critique et le public, le réalisateur espagnol Vicente Aranda a adopté pour son troisième projet une approche commerciale mêlant des caractéristiques fantastiques et érotiques. Ce long métrage a été l'une des œuvres les plus coûteuses du réalisateur, car en plus d'une longue période de gestation et de problèmes juridiques, le réalisateur a subi un accident qui a compliqué son travail, nécessitant la construction d'un brancard adapté afin qu'il puisse terminer la réalisation du projet. Finalement il eut une bataille juridique avec les producteurs. Il faudra à Aranda de nombreuses années pour récupérer la propriété de ce film. Cette expérience l'a conduit à fonder sa propre société de production.
Aranda avait acheté les droits cinématographiques du livre de Gonzalo Suárez Trece veces trece (litt. « Treize fois treize ») qui comprenait la nouvelle Bailando para Parker (litt. « Danser pour Parker »). Aranda et Suárez se sont brouillés à propos de Fata Morgana, un projet antérieur réalisé par Aranda et écrit par Suárez, en raison de l'aversion de Suárez pour le film qui en a résulté.
Pendant longtemps, il y a eu au moins cinq scénarios différents et la fin du film varie de sa source originale : Bailando para Parker se termine par un procès qui ne figure pas dans Las crueles. Aranda a trouvé l'inspiration pour le scénario dans les lettres de Mariana Alcoforado, notamment le thème de ses célèbres lettres : Mourir par amour qui est utilisé dans la séquence où l'éditeur découvre le cadavre de son ancienne maîtresse. La production a décollé lorsque des distributeurs américains se sont montrés intéressés par le projet et ont proposé une avance sur recettes pour le film, en prévision de sa commercialistation sur le marché américain.

## Titre
El cadáver exquisito (litt. « Le Cadavre exquis ») était le titre original du film, mais les producteurs l'ont rejeté, pensant qu'il avait peu d'attrait commercial. Aranda a alors proposé d'appeler le film Las crueles, un titre qui correspondait à l'intrigue, et qui a été préféré lors de son exploitation. Des années plus tard, lorsque le film devait être diffusé à la télévision, Aranda a édité une version vidéo qui portait encore le titre original El cadáver exquisito et ce fut également le titre utilisé lors de sa sortie en VHS. Depuis lors, le film est mieux connu sous son titre original. Cadavre exquis est également un jeu surréaliste, et Cadavres exquis un film italien de Francesco Rosi.

## Analyse
Le réalisateur Vicente Aranda a essayé une approche plus commerciale pour son troisième film, mais toujours selon les principes l'École de Barcelone. La première partie est Hitchcockienne dans son développement de l'intrigue et son humour macabre, mais dans la seconde moitié le mystère est expliqué en détail.

## Accueil
Las crueles est l'un des quatre films réalisés à la fin des années 1960 à partir d'histoires écrites par Gonzalo Suárez. Antonio Ecera a réalisé Cuerpo presente (1965) pour le producteur Elias Querejeta. Suárez lui-même a écrit, produit et réalisé Ditirambo (1967) et Vicente Aranda a réalisé Fata morgana et Las crueles. De ces quatre films, Las crueles a été le seul à trouver un public.